# Hermann Dischinger
Hermann Dischinger (* 22. September 1944 in Östringen; † 14. Dezember 2020 ebenda) war ein deutscher Lehrer und Mundartautor und -dichter  aus Östringen.

## Leben und Wirken
Hermann Dischinger wollte zuerst Pfarrer werden, entschied sich dann aber für den Beruf des Lehrers. Er studierte Anglistik und katholische Theologie in München sowie Freiburg und unterrichtete seit 1972 katholische Religion und Englisch am Leibniz-Gymnasium in Östringen. Aus gesundheitlichen Gründen gab er diesen Beruf schon einige Jahre vor Erreichen des offiziellen Rentenalters auf.
Bei einem Mundartwettbewerb 1989 nahm er teil und belegte den zweiten Platz in der Sparte Lyrik. In über 31 Jahren schrieb er zahlreiche Gedichte und Texte und veröffentlichte 20 Bücher. 

## Werke
Aus seiner Feder entstanden 15 Bücher, darunter:
- Badischer Struwwlpeder. Luschdiche Gschichde unn drolliche Bilder vum Heinrich Hoffmann. Iwwers. vum Hermann Dischinger. Info-Verlag, Karlsruhe 2005, ISBN 3-88190-409-3 (Übersetzung des „Struwwelpeter“ ins Badische)
- Eeschdringä Wäddäbuuch [„Östringer Wörterbuch“]. Östringen 1994
- Gedanken über das Leben. Info-Verlag, Bretten 2016, ISBN 978-3-88190-924-2